# Pustka (film 1971)
Pustka – amerykański dramat z 1971 roku na podstawie powieści Paula Fox.

## Główne role
- Shirley MacLaine - Sophie Bentwood
- Michael Higgins - Francis Early
- Kenneth Mars - Otto Bentwood
- Jack Somack - Leon
- Gerald S. O’Loughlin - Charlie
- Chris Gampel - Mike Holstein
- Mary Alan Hokanson - Flo Holstein